# Markiza de Sévigné
Marie de Rabutin-Chantal, markiza de Sévigné tudi madame de Sévigné (5. februar 1626 – 17. april 1696), je bila francoska plemkinja, znana kot avtorica literarnih pisem in velika ikona francoske književnosti 17. stoletja. Večina njenih duhovitih in slogovno bogatih pisem je namenjena hčeri Françoise-Marguerite de Sévigné.

## Življenje
Marie de Rabutin-Chantal se je rodila 1626 v Parizu, v plemiški družini. Njen oče, vojščak in pustolovec, je delal na dvoru Ludvika XIII. Umrl je v eni od bitk, ko je bilo hčeri Mariji eno leto. Čeprav ga ni poznala, je zavzeto poslušala družinske pripovedi o svojem očetu, ki so burile in razgrevale njeno domišljijo. Ena od zanimivejših pripovedi iz otroštva je očeta predstavljala kot junaka, ki je pri štirinajstih letih svoji čudaški materi preprečil odhod od doma tako, da se je ulegel na prag domače hiše. Njegova mati (Marijina babica) se za to ni zmenila, otroke je zapustila in odšla ter s Frančiškom Saleškim ustanovila 98 samostanov. Markiza de Sévigné je zanimivega rodu tudi po materini strani. Mati je bila namreč rojena v bogati plemiški družini, in ko je Marie de Rabutin-Chantal pri šestih letih osirotela in podedovala veliko premoženja, so se sorodniki po očetovi in materini strani pulili za skrbništvo nad njo. O tem je moralo odločati celo vrhovno sodišče, ki je določilo, da bo mala Marie še naprej odraščala v rejniški družini, ki jo je ljubeče sprejela medse in katere se madame de Sévigné kasneje v svojih pismih tudi spominja kot družine, v kateri se je veliko smejalo. Svoje otroštvo je označila kot srečno.
Marie de Rabutin-Chantal je večji del svojega otroštva preživela v Livryju, v krogu številnega sorodstva rejniške družine. Deležna je bila odlične izobrazbe. Učitelji, eden od njih celo član Francoske akademije, so ji približali sodobno in starejšo literaturo. Najbolj se je navduševala nad Corneillejem in njegovimi tragedijami ter do smrti občudovala francoskega misleca Montaigna. Znala je številne jezike, aktivno italijanščino, razbirala latinska besedila, bila strastna bralka.
Marie de Rabutin Chantal je svoja zgodnja dvajseta leta preživljala v času burnega družbenega dogajanja, ko se je staro francosko plemstvo zavzemalo za velike spremembe, a je ti družbeni dogodki niso zelo zanimali, čeprav so jo po svoje zadevali. Pri osemnajstih letih se je namreč poročila z enaindvajsetletnim markizom de Sévignéjem, ki pa se je aktivno vključeval v revolucionarno gibanje svojega stanu. Henriju de Sévignéju je bila njegova žena sicer pomembna, vendar bolj zaradi njenega premoženja, saj je za doto dobila 80 milijonov frankov, s katerimi sta si v Bretaniji pridobila sedem gradov. V Bretaniji je markiza de Sévigné preživela en del svojega življenja, ki se ga je kasneje spominjala kot lepih časov, a drugi viri opisujejo njen zakon s Henrijem kot nesrečen. Eden od sodobnikov je zapisal, da jo je mož spoštoval, a ne ljubil, ona pa ga je ljubila, ne pa tudi spoštovala. Henri de Sévigné je bil namreč lahkoživ, neodgovoren, vetrnjaški vojak, ki je zaradi svoje narave umrl v dvoboju, in sicer leta 1651, star 28 let. Po moževi smrti ji je iz življenjske krize pomagal t. i. »dobri striček« Coulanges, kar opiše kot: »Rešil me je iz prepada, v katerem sem se znašla po moževi smrti, njemu dolgujem ves mir svoje duše, vse svoje veselje.«
Po moževi smrti se je morala kot mati šestletni hčeri in štiriletnemu sinu soočiti z resnico o njegovih dolgovih in nespametnem življenju. Stiske iz tega obdobja je označila z besedo »prepad«, vendar pa je z moževim bratrancem, knezom Retzem, ki je bil pobudnik za nesrečno zvezo s Henrijem de Sévignéjem, kljub vsemu ostala povezana do svoje smrti, verjetno zaradi njegovega zanimanja za literaturo in pisanje. Kmalu se je z otrokoma vrnila v Pariz in se vključila v salonsko življenje pariške aristokracije, kjer je spoznala zanimive ljudi svojega časa, tudi člane Francoske akademije iz salona markize de Rambouillet.

## Pariški saloni
Omenjene salone so vodile ženske v podobnem duhu. Sodelujoči so prisegali na podobne vrline in ideale, na videz tudi politične in kulturne vsebine, v resnici pa je bil temeljni namen takšnih shajanj utrjevanje lastne kaste in poskus vplivanja na politiko in kulturo. Eden pomembnejših idealov je bil t. i. honnête homme oz. poštenjak. Tj. oznaka za posameznika, ki se opredeljuje o vseh pomembnih vprašanjih svojega časa, vendar prefinjeno in slogovno dovršeno. Pascal je o t. i. poštenjaku dejal, da je zanj »mnogo lepše, če ve nekaj o vsem, kakor vse o nečem«. Drugi ideal plemiških salonov 17. in 18. stoletja je bil t. i. »okus« oz. najvišja sodba v umetnosti, ki si jo lasti plemiška družba. Voltaire ga opredeli kot »nekakšen instinkt, živa intuicija, neposredna zaznava stvari«. Okus se je izoblikoval, če si bil dovolj razgledan, načitan, duhovit, uglajen, omikan itd., in sicer kar med kramljanjem, zabavo, smehom in posmehom. Madame de Sévigné je zapisala: »Moj slog je zanikrn, treba je imeti naraven in svetovljanski okus, da se človek navadi nanj.« Posamezniki, ki so si želeli izoblikovati okus, so izbirali med lepim in grdim, ugajanjem ali neugajanjem, zabavo ali dolgočasjem, vsiljevanjem ali prikrivanjem znanja, izvirno izrekanje z malo besedami ali z množico besed itd.

## Delo markize de Sévigné
Markiza de Sévigné je v literarni vedi znana kot avtorica pisem. Napisala jih je več kot 1000, do danes je odkritih 1155, od tega 897 hčeri. Zadnjih šest je bilo najdenih leta 1873 po naključju.
Pisma so bila v salonih 17. in 18. stoletja izjemno pomembna, saj so predstavljala celoten stik s svetom, z novicami iz sveta, spreminjala so se v umetnost, estetski dogodek, okras in zabavo salonskega življenja. Pisma so se glasno prebirala v družbi, tudi intimna, le da je v takih primerih lastnik pisma lahko izbral, katere dele bo prebral na glas in katerih ne. Markiza de Sévigné o tem piše, da bralec lahko zamolči kakšne dele pisma, kar označi kot branje s posebnimi poudarki. Branje pisem je predstavljajo svojevrstno zabavo. Pisma so se pisala tudi za širšo družbo naslovnika.

### Pisma
Markiza de Sévigné je v salonu markize de Rambouillet razvila svoja estetska načela in izbrusila okus, ki jo je spremljal do smrti. Njena pisma so pisana v slogu, kakršnega je razvila v omenjenem salonu, in sicer so duhovita in živa (npr. bratrancu Bussyju, za katerega pravi, da tudi sam suče pero kot meč), slovnično premišljena, spogledljivo zbadljiva (pisma bivšemu učitelju literature Menageju, ki je bil zaljubljen vanjo) ali pisana v slogu salonskih ugank (npr. malemu Coulangesu). Pisma markize de Sévigné so odraz dvornega sloga in avtoričinega značaja, zlasti smisla za humor, zato je njeno izražanje duhovito, zabavno, tudi če govori o ničevosti življenja.
Pisma so tematsko raznovrstna, številna odražajo tudi razmišljanje o smrti (La Rochefoucauldu in Retzu, ubogemu dobremu stričku Coulangesu, lahkomiselni gospe Saint-Pouanges, mogočnemu ministru, gospe de la Fayette in zadnje pismo, v katerem napove lastno smrt). V zadnjem pismu napove lastno smrt, saj je štirinajst dni zatem res umrla: »Vse sem pustila vnemar, samo jočem še in objokujem smrt Blancheforta.«. V pismu gospodu de Coulangesu z 29. marca 1696 piše o pretresenosti ob smrti »ljubeznivega mladeniča« Blancheforta. Njegovo smrt predstavi kot »cvet, ki ga odveje veter, čeprav ni ne vojske, ne bojev ne kužnih bolezni!« Pred tem pa izpostavi, da je umrl mlad, ljubeč, pozoren, spoštljiv, srečen, pameten in lep fant z velikim ugledom, znanim imenom, plemenito naravo. Zaradi tega se njegova smrt še bolj vidi kot izguba, kljub vsemu pa markiza de Sévigné skoraj racionalno zaključi, da mati umrlega lahko svoje oči usmeri v drugega, še živečega sina. To odraža njen vitalizem. Smrt opisuje najprej kot fizično, in sicer precej stvarno, naturalistično, tudi če gre za opis najožjih prijateljev na smrtni postelji, kakršna sta bila La Rochefoucauld in madame de la Fayette: »Črevo je imela zatrdelo, polno vetrov in napihnjeno kot balon.« Šele stvarnemu opisu sledi psihološki »… na smrt je bil pripravljen, ni zaman posvetil vsega svojega življenja razmišljanju«. Na splošno je smrt za markizo de Sévigné »edini trenutek, ki [ji] je zagotovljen«, vse drugo pa so po njeno »čenče, prazne marnje in puhlice«. Kljub vsemu pa je v nekaterih pismih o smrti naravnost ironična in na robu črnega humorja: »Maršalova žena bridko joče, grofova vdova pa žaluje, ker ni vojvodinja in to je vse.«
Večina pisem markize de Sévigné naslavlja njeno hčer, kar kaže na pomembnost njunega odnosa. Čeprav je bil markizin sin Charles njej bistveno bolj podoben kot hči, saj je bil skorajda njen dvojnik v odnosu do literature, gledališča, igranja, pisanja, je bil zanjo »kot prozoren«. Hči, ki pa ji je bila po naravi tuja, nerazumljiva, hladna in nedostopna, jo je obsedala do konca: »Vse, zaradi česar sem bila nemara kdaj mrzka, je izhajalo iz privrženosti, ki sem jo čutila svoj živi dan do vas.« Hčeri je želela stati ob strani na vsakem koraku, vsak dan, čeprav je živela v daljni Provansi in je vse priložnosti za urejeno dvorno življenje zamenjala za nestabilno, neodgovorno, lahkomiselno razmerje z grofom de Grignanom. V nekem obdobju je markiza de Sévigné morala skrbeti celo za svojo vnukinjo, katero je njena hči preprosto pustila pri njej, sama pa se vrnila v Provanso. Iz pisem markize de Sévigné njeni hčeri veje slepa ljubezen, česar se sama tudi zaveda, saj pravi: »Predvsem pa, duša moja, občudujte slabost globoke ljubezni …« Tudi drugi zapisi odražajo zapletenost občudovanja svoje hčere: »Živela bom zato, da vas bom ljubila …«, »… vi ste vsa radost in bolečina mojega življenja …«, » … to je čudež ljubezni …«. Pisem hčeri je več sto in so zelo raznolika tudi vsebinsko. V nekaterih se najdejo poetični opisi narave, v številnih pa tudi zanimive novice iz aktualnega življenja v Parizu, zaradi česar nekateri literarni zgodovinarji markizo de Sévigné vidijo tudi kot prvo žurnalistko. Tudi posamezne izjave v teh pismih močno spominjajo na novinarsko pisanje: »Povedali so mi …«, »… to vem iz zanesljivega vira«, »… to mi je povedal …«. Vendar pa so te drobne novice v pismih markize de Sévignéprava literatura, saj so junaki močno oblikovani po domišljiji markize de Sévigné. Na celi strani npr. pripoveduje o smrti La Brinivilliersove, na kateri je bila navzoča celo sama, vendar na koncu zaključi: »Če pa me vprašate, kaj sem videla, vam lahko povem le, da sem videla neko avbico.« Resnična dejstva je torej ne zanimajo toliko kot zgodba, ki jo pove.
Pisma markize de Sévigné imajo tudi literarno vrednost. Pisateljica je veliko razmišljala o slogu svojega pisanja, saj se bere v njenih pismih: »pišem, kakor mi narekuje pero«, »moje pero koraca z uzdo na vratu« ipd. Pisateljico je v njej videla tudi Proustova stara mati, kar se zapiše kot »… tega bi niti [m]adame de Sévigné ne bi mogla povedati boljše!«. Pisma markize de Sévigné igrajo namreč pomembno vlogo v romanu Iskanje izgubljenega časa Marcela Prousta, v katerem so priljubljeno branje pripovedovalčeve babice, po njeni smrti pa tudi njegove matere. Slogovno izbrušenost je mogoče prepoznati v začetkih ali koncih njenih pisem, kakršna sta npr. »Zdaj je, kar je. La Brinvilliersova je v zraku …« ali konec: »Moje pero je zanič in želim vam lahko noč.«

## Filmske upodobitve
Si Versailles m'était conté (1954). Celovečerni film, ki ga je režiral Sacha Guitry. Madame de Sévigné igra Jeanne Boitel.
Madame de Sévigné (TV). Madame de Sévigné igra Claude Jade.
D'Artagnan amoureux  [ fr ] (1977). Nadaljevanka v petih epizodah, ki jo je režiral Yannick Andréi. Mlado Marie de Rabutin-Chantal igra Aniouta Florent.
Madame de Sévigné: Idylle familiale (1979). Madame de Sévigné igra Évelyne Grandjean.
Madame de Sévigné à Grignan (2000). Dokumentarni film režiserja Clauda Vernicka.
Sévigné (2005). Celovečerni film, ki ga je režirala Marta Balletbò-Coll. Berkowitz/Sévigné igra Anna Azcona. Film je bil  na filmskem festivalu v Filadelfiji 2005 nagrajen za najboljši celovečerni film.
Le Roi, l'Écureuil et la Couleuvre (2010, TV). Madame de Sévigné igra Carole Richert.